# 문화기술
문화기술(CT, Culture Technology) 혹은 문화콘텐츠 기술, 문화산업 기술은 문화 산업 발전을 위한 기술로 문화콘텐츠 기획과 상품화, 미디어 탑재, 전달의 가치사슬 과정 등 문화상품의 부가가치를 높이기 위해 소용되는 모든 형태의 유무형의 기술이다.
CT라는 용어는 1995년에 카이스트의 원광연 교수가 처음으로 사용하였으며, 이후 김대중 정부 시절인 2001년 8월에, 대한민국의 '국가 6대 핵심기술'(6T) 중 하나로 포함되었다.

## 같이 보기
- K-pop
- 대한민국의 아이돌
- 한류 (문화)
- 콘텐츠 마케팅
- 인플루언서 마케팅